# Clofazimina
La  clofazimina  è il principio attivo di indicazione specifica contro diverse malattie dermatologiche, nel suo meccanismo d'azione porta numerosi effetti: inibisce la formazione di radicali liberi nel corpo e modifica le normali funzioni dei monociti e dei neutrofili.
Usato come anti lebbra.
Fortemente antinfiammatorio.

## Indicazioni
Viene utilizzato come trattamento contro la malacoplachia, il pioderma gangrenoso, la GVHD (ovvero la malattia da trapianto), rinoscleroma, lebbra, leishmaniosi, tubercolosi e altri micobatteri atipici anche resistenti a molti altri antibiotici. Fu utilizzato in passato anche contro la vitiligine ma fra i suoi effetti negativi si può osservare un peggioramento di tale condizione.

## Farmacodinamica
Essendo la clofazimina un colorante fenazinico agisce interferendo con le RNA-polimerasi batteriche.
Esercita anche una forte attività antinfiammatoria inibendo la sintesi di prostaglandina E2.

## Farmacocinetica
L'assunzione per via orale porta un discreto assorbimento e accumulo soprattutto nel tessuto adiposo e nei macrofagi.
Il farmaco viene eliminato per via renale e fecale molto lentamente in maniera immodificata. Ha una emivita plasmatica molto alta di circa 200 h.
Può essere usata in gravidanza.

## Controindicazioni
Sconsigliato in soggetti con disturbi a livello gastrointestinale, da evitare in caso di gravidanza, allattamento e ipersensibilità nota al farmaco.

## Dosaggi
- Malattie dermatologiche: la quantità da somministrare varia da 50 mg a 400 mg al giorno

## Effetti indesiderati
Fra gli effetti collaterali più frequenti si riscontrano forme di aritmia, xerosi, cefalea, nausea, diarrea, dolore addominale, enterite eosinofila, edema, vomito, colorazione ambrata della pelle, dell'urina e della cute.